# Villages historiques de Shirakawa-gō et Gokayama
Les villages historiques de Shirakawa-gō et Gokayama sont inscrits au patrimoine mondial de l'humanité.
Shirakawa-gō (白川郷, litt. « Le village de la rivière blanche ») dans la préfecture de Gifu (sur les municipalités de Shirakawa et Takayama) et Gokayama (五箇山, litt. « Cinq montagnes ») dans la préfecture de Toyama (ville de Nanto) sont des lieux-dits situés dans le centre du Japon au nord de la ville de Nagoya.
Ces villages historiques sont surtout connus pour leurs maisons typiques minka de style architectural appelé gasshō-zukuri (合掌造り, litt. « Construction aux paumes des mains jointes ») qui désigne les maisons au toit de chaume très pentu afin de supporter les chutes de neige très abondantes de cette région montagneuse. En effet, les montagnes et les forêts occupent 96 % du territoire dans les régions de Shirakawa et Gokayama, laissant 4 % de territoire pour les terres cultivées.